# Bolgatanga
Bolgatanga er en by i det nordlige Ghana, beliggende tæt på landets grænse til nabolandet Burkina Faso. Byen har et indbyggertal på 66.685 (2012).
Byen er administrationscenter for regionen Upper East, og er den vigtigste by mellem Tamale 161 km længere mod syd, og grænsen til Burkina Faso 45 km mod nord. Der er omkring 30 km til grænsen til Togo. 
Bolga er kendt som det nordlige Ghanas håndværkscentrum, og har et stort marked midt i byen. Ud  over varer der findes overalt i Ghana, laves og sælges de særegne Bolgahatte her.